# Vitaminwasser
Vitaminwasser sind funktionale Getränke, die auf natürlichem, mit Vitaminen und Mineralstoffen angereichertem Tafelwasser basieren und in der Regel mit natürlichen Fruchtaromen und Elektrolyten versetzt sind. Die Vitaminwasser schließen die Angebotslücke zwischen Flavoured-/Near-Water und klassischen Softdrinks, sie sind energie- und fettarm und enthalten unterschiedliche Farb-, Aroma-, und Konservierungsstoffe. Sie decken einen Großteil der Tagesration eines oder mehrerer Vitamine ab.

## Außenwahrnehmung
Vitaminwasser finden vor allem Verwendung im Leistungssport, Bergsteigen oder -wandern an Örtlichkeiten, wo herkömmliche Elektrolytgetränke nicht oder nur erschwert verfügbar sind, jedoch die Vitamine durch Pulver in herkömmliches Trinkwasser hinzugesetzt und anschließend mitgeführt werden können.

## Bestandteile und Inhaltsstoffe
Übliche Inhaltsstoffe von Vitaminwassern sind (je nach Marke und Sorte unterschiedlich):
- Vitamin B6, Vitamin B12, Vitamin C, Vitamin E
- Calcium, Magnesium, Natrium
- Biotin, L-Carnitin, Niacin, Pantothensäure

## Geschichte
Die Idee, Wasser mit Vitaminen anzureichern, stammt aus den USA, vom Gründer des Unternehmens Glacéau, J. Darius Bikoff, 1996. Die Marketingbotschaft dieser Getränke betont den gesunden und erfrischenden Effekt, der hauptsächlich durch den Wasseranteil erzielt wird.